# Bakary Saré
Bakary Bouba Saré (Abidjan, 5 de maio de 1990) é um futebolista profissional burquinense que atua como defensor.

## Carreira
Bakary Saré representou o elenco da Seleção Burquinense de Futebol no Campeonato Africano das Nações de 2017.